# Nikolaos Leon
Nikolaos Leon (gr. Νικόλαος Λέων; ur. 21 października 1989) – grecki zapaśnik walczący w stylu klasycznym. Zajął szesnaste miejsce na mistrzostwach świata w 2017. Dwunasty na mistrzostwach Europy w 2017. Szósty na igrzyskach śródziemnomorskich w 2013. Wicemistrz śródziemnomorski w 2016 i 2018; trzeci w 2014 roku.